# Kortejärvi (Sastamala, Birkaland, Finland)
Kortejärvi eller Kortesjärvi är en sjö i Finland. Den ligger i kommunen Sastamala i landskapet Birkaland, i den sydvästra delen av landet, 190 km nordväst om huvudstaden Helsingfors. Kortejärvi ligger 88,4 meter över havet. Arean är 88,7 hektar och strandlinjen är 7,75 kilometer lång. Sjön  ingår i Kumo älvs huvudavrinningsområde.   I omgivningarna runt Kortejärvi växer i huvudsak blandskog.